# Contardus
Contardus (również Contard lub Contardo) – Frank, który krótko był księciem Neapolu w 840.
Został wysłany przez Lotara I króla Włoch w 839, by pomóc księciu Andrzejowi II przeciwko Longobardom wojującym z księstwem Benewentu. Przestraszony siłami Contardusa i wpływami Franków, Andrzej obiecał mu swą córkę Eupraksję za żonę. Jednakże Andrzej odkładał ślub, aż do marca 840, gdy Contradus powstał przeciwko niemu i go zabił, następnie zajął jego miejsce jako uzurpator. Po trzech dniach mieszkańcy Neapolu wygnali Contradusa i wybrali jego następcą Sergiusza.